# Château de Chazeuil
Le château de Chazeuil est un ancien château fort ruiné du XIVe siècle situé à Chazeuil, en Bourgogne-Franche-Comté.

## Localisation
Les ruines du château se dressent dans la partie ouest du village sur une propriété privée en rive sud de la RD 27.

## Historique
Des vestiges notoires subsistent sur une enceinte polygonale flanquée jadis de huit tours rondes. Le château était intégralement entouré de fossés aujourd'hui comblés. Les courtines et les tours étaient recouvertes de moyen appareil dont on retrouve encore les premières assises. L'entrée s'en faisait à l'ouest entre deux tours sur le plus petit côté du polygone. L'intérieur est détruit et il n'en demeure qu'un escalier donnant d'accès au sommet des courtines et une citerne en cours de dégagement[réf. souhaitée]. 

## Architecture
La grande tour carrée recèle un cachot voûté qui n'a qu'un étroit trappon pour accès et n’était éclairé que par des barbacanes donnant sur les fossés. Au-dessus, une seconde pièce voûtée où les accusés étaient enfermés. La partie supérieure est composée de trois étages de vastes salles à cheminées massives très délabrés avec des fenêtres murées la plupart.  
En 1924, Roserot mentionne une forteresse située sur le plateau à l'ouest du village dont il reste le donjon haut de trente mètres. Du château ne subsiste que l'impressionnante tour-saule qui flanquait l'angle nord-est, et la tourelle d'escalier qui y est associée à l'ouest. Cette tour haute de 22 mètres comporte une cave voûtée, un rez-de-chaussée surélevé et deux étages avec un toit en pavillon. La façade orientale est ouverte de neuf baies réparties sur trois. Sur le cadastre de 1837, elle ferme l'angle nord-est d'un bâtiment rectangulaire composé de trois corps de bâtiments cantonné de tourelles carrées délimitant une cour. Trois ans plus tard, d’après l'abbé Tynturier, le château était encore muni de ses fossés et pont-levis. En ruine jusqu'au milieu du XXe siècle, le château est restauré par son propriétaire actuel. La porterie et le logis ont disparu, ne laissant que leur empreinte au sol. Si la tour sud-ouest était encore debout, celle située à l'opposé a été entièrement reconstituée ces dernières années.  
Un colombier rond couvert de laves comptant plus de 1200 boulins complète l'ensemble récemment restauré[réf. souhaitée].  
Les ruines sont inscrites aux monuments historiques par arrêté du 16 décembre 1937.